# Brodzic (herb szlachecki)
Brodzic (Broda, Brodzicz, Trzy Krzyże) – polski herb szlachecki. Występował głównie w Wielkopolsce i na Mazowszu.
Herb został wymieniony przez Długosza, o Brodzicach stwierdził Genus Polonicum providum et in Masovia propagatum.
Niesiecki jako klejnotnych tego herbu wymienia zaledwie 12 rodzin: Bonikowski, Kliczewski, Kunecki, Kurzątkowski, Łącki, Mojecki, Pilitowski, Radomski, Radzimiński, Sieromski, Zawadzki, Żochowski.
- Początki tego herbu zdaniem Paprockiego sięgają rządów Króla Polski Kazimierza I Odnowiciela, gdy wiódł wojnę z tyranem Maslauem sprzymieżonym z Jadźwingami, jeden Polski Junak dał wielkie dowody męstwa swego. Mężnie się we wszystkich okazjach wsławił Pańskiego boku strzegąc. Za te zasługi został obdarowany licznymi dobrami na Mazowszu i herbem Brodzic. Wydarzenia zdaniem ks. Rutki miały miejsce w 1038 r. Paprocki wspomina, że widział na liście fundacji Kościoła Płockiego w r. 1106 trzech braci rodzonych hrabiów de Brody – Wszebora, Swentosława i Krystyna, którzy to dziesięcinę z dóbr swoich temu kościołowi zapisali. Dawniej wokół miasteczka Płońsko, a wcześniej wsi, liczne mieli posesje Brodzicowie[2].

## Opis herbu
W polu czerwonym trzy złote krzyże, zaćwieczone na takiejż toczenicy w rosochę. W klejnocie pięć piór strusich.

W polu czerwonem trzy krzyże złote, dwa ku górnym kątom tarczy, trzeci zaś prosto na dół, ze złotej obręczy wychodzące. W szczycie hełmu pięć piór strusich.

## Najwcześniejsze wzmianki
Zapis z 1414 roku, pieczęć z 1444.

## Herbowni
Listę herbownych sporządzono na podstawie klasycznych i współczesnych herbarzy.
Baranowski, Bartoszewicz, Bilina, Blum, Bońkowski, Bonisławski, Boniuszko, Bońkowski, Borodzic, Borodzicz, Brodzic, Brodzicki, Brodzicz, Brodziński, Brodzki, Brzezieński, Brzeziński, Bunin, Ciołko, Dąbrówka, Dobrzycki, Dobszewicz, Dolanowski, Dubowski, Dybowski, Dylewski, Frąckiewicz, Fronckiewicz, Gąsiorowski, Janczewski, Jeżewski, Kapleński, Kapliński, Kazanowicz, Kliczewski, Kluczewski, Koniecki, Kosianowicz, Krzynowłocki, Krzynowłoski, Kuczkrajowski, Kulwicki, Kulwiec, Kunecki, Kuniecki, Kurządkowski, Kurzątkowski, Kuszelewski, Lewandowski, Lipiński, Łącki, Łoski, Majewski, Milański, Milkint, Miłocki, Modelski, Mojecki, Mojek, Mrokowski, Noiszewski, Nojszewski, Noyszewski, Olszewski, Ostrzykowski, Padewski, Pilitowski, Pilityński, Piltowski, Piński, Podhorski, Pogorzelski, Pokutyński, Politowski, Poluchowski, Przewłocki, Radomiski, Radomski, Radzanowski, Radzimiński, Radzymiński, Regulski, Rzym, Rzymski, Siermoski, Sieromski, Sinciłło, Sinciło, Siromski, Siuciłło, Socha, Suroż, Suskrajowski, Suskrojowski, Szczutowski, Talibski, Talipski, Tyborowski, Wosiński, Wroczeński, Wroczyński, Zaborski, Zachajżewicz, Zacharkiewicz, Zawacki, Zawadzki, Zawałowski, Zochowski, Żochowski, Żublewski.

## Znani herbowni
- Cyprian Żochowski – ur. około 1635, zm. 1693 – metropolita kijowski, halicki i całej Rusi, arcybiskup połocki, witebski, mścisławski, orszański, archimandryta dermański, dubieński i św. Krzyża.
- Wacław Lipiński – ur. 1882, zm. 1931 w Pernitz – ukraiński polityk polskiego pochodzenia, historyk, socjolog, publicysta, teoretyk i czołowy przedstawiciel ukraińskiego konserwatyzmu.
- Stanisław Żochowski – ur. 1908, zm. 1999 w Brisbane – żołnierz i oficer Wojska Polskiego II Rzeczypospolitej, major Narodowych Sił Zbrojnych i pułkownik Polskich Sił Zbrojnych na Zachodzie, pisarz emigracyjny.

## Odmiany herbu
- Strona z Tablic odmian herbowych Chrząńskiego. Brodzic wraz z odmianami – czwarty rząd.

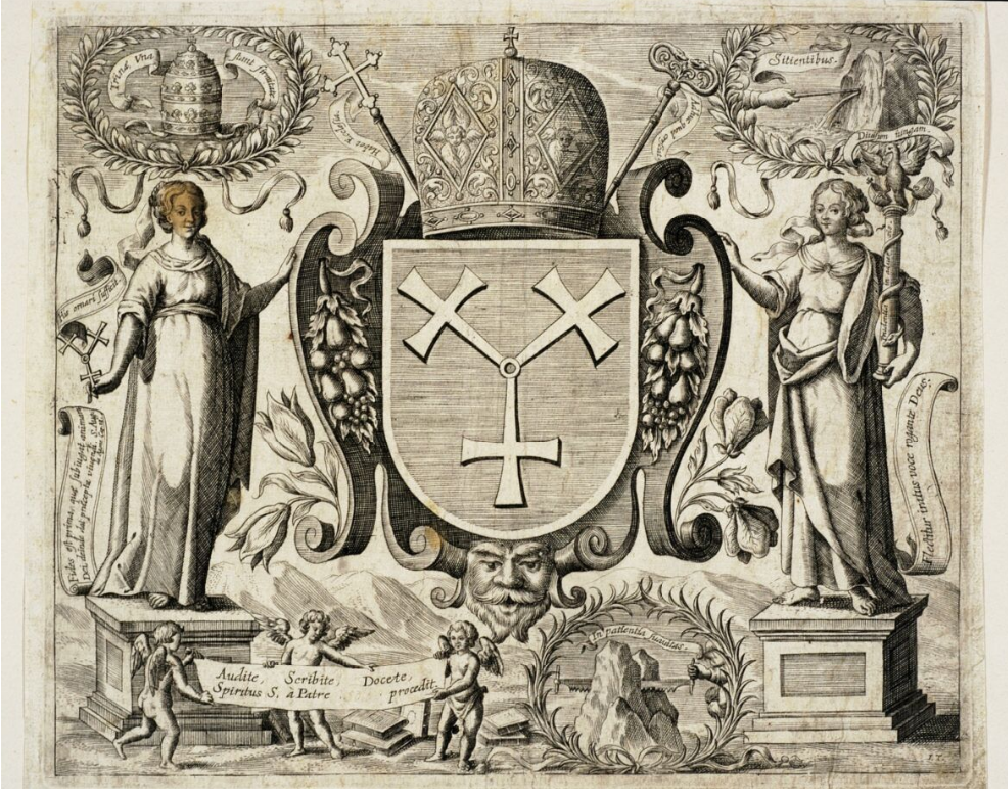
Alegoria przedstawiająca herb Brodzic z okresu 1688-1710
Brodzic II
Brodzic III
Brodzic odmienny